# Općina Radlje ob Dravi
Općina Radlje ob Dravi (slo.:Občina Radlje ob Dravi) je jedna od 210 općina u Republiki Sloveniji u pokrajini Štajerskoj.

## Zemljopis
Općina Radlje ob Dravi se nalazi u sjeveroistočnoj Sloveniji na granici s Austrijom.

## Naselja u općini
Brezni Vrh, Dobrava, Radelca, Radlje ob Dravi, Remšnik, Spodnja Orlica, Spodnja Vižinga, Sv. Anton na Pohorju, Sv. Trije Kralji, Št. Janž pri Radljah, Vas, Vuhred, Zgornja Vižinga, Zgornji Kozji Vrh

## Šport
Od 2009. održava se Turnir v futsalu ob dnevu samostojnosti in enotnosti.

## Vanjske poveznice
- Stranica općine